# Groupe du spinelle
 (novembre 2022).
Si vous disposez d'ouvrages ou d'articles de référence ou si vous connaissez des sites web de qualité traitant du thème abordé ici, merci de compléter l'article en donnant les références utiles à sa vérifiabilité et en les liant à la section « Notes et références ».
Le groupe du spinelle rassemble les minéraux de formule brute AB2X4 dans lesquels les anions X forment un empilement compact cubique à faces centrées et les cations A et B se partagent une partie des sites octaédriques et tétraédriques ménagés par l'empilement des anions. Il doit son nom au spinelle MgAl2O4, l'un de ces minéraux.
- Les anions X sont typiquement des anions oxygène O2− mais on rencontre aussi d'autres anions chalcogènes[a] comme l'anion sulfure S2−, l'anion séléniure Se2− et l'anion tellurure Te2−.
- Les cations A sont typiquement divalents : magnésium Mg2+, fer ferreux Fe2+, etc.
- Les cations B sont typiquement trivalents comme l'aluminium Al3+ et le fer ferrique Fe3+, mais on rencontre aussi des cations tétravalents comme le silicium Si4+ et le titane Ti4+.

On distingue :
- la structure spinelle proprement dite, ou structure spinelle normale (celle du spinelle), dans laquelle les cations A occupent des sites tétraédriques ;
- la structure spinelle inverse (celle de la magnétite, Fe3O4 ou Fe(II)O·Fe(III)2O3), où ils occupent des sites octaédriques.

Les minéraux du groupe du spinelle représentent une source notable de métaux pour l'industrie extractive.

## Description
Un empilement compact de sphères ménage des espaces de symétrie octaédrique, dits sites octaédriques (notés O), de coordinence 6, et d'autres de symétrie tétraédrique, dits sites tétraédriques (notés T), de coordinence 4. Les seconds sont plus étroits que les premiers, mais deux fois plus nombreux : deux sites T et un site O par sphère, donc ici par anion X (huit sites T et quatre sites O par formule AB2X4). Dans la structure spinelle, un site T sur huit et deux sites O sur quatre sont occupés par des cations :
- dans la structure spinelle normale les cations A occupent un site T sur huit, et les cations B un site O sur deux (deux sur quatre) ;
- dans la structure spinelle inverse les cations A et la moitié des cations B occupent un site O sur deux (deux sur quatre, un A et un B), et l'autre moitié des cations B occupent un site T sur huit.

Dans le cas des spinelles inverses la répartition des cations A et B dans les sites O peut être aléatoire (rarement) ou plus ou moins ordonnée. Dans certains cas, la répartition réelle des cations est intermédiaire entre les deux structures-type. Au moins 30 cations différents, de degré d'oxydation variable entre +I et +VI, peuvent se trouver dans la structure spinelle, et leur répartition entre les sites O et T peut être complexe.

## Principaux minéraux du groupe
Sites : T = tétraédrique ; O = octaédrique.

Structure : N = spinelle normal ; I = spinelle inverse.
| Minéral                                                | Formule brute | Formule structurale                                    | Structure |
| ------------------------------------------------------ | ------------- | ------------------------------------------------------ | --------- |
| Chromite                                               | FeCr2O4       | T(FeII)O(CrIII)O(CrIII)O4                              | N         |
| Magnésiochromite                                       | MgCr2O4       | T(MgII)O(CrIII)O(CrIII)O4                              | N         |
| Hercynite                                              | FeAl2O4       | T(FeII)O(AlIII)O(AlIII)O4                              | N         |
| Galaxite                                               | MnAl2O4       | T(MnII)O(AlIII)O(AlIII)O4                              | N         |
| Franklinite                                            | ZnFe2O4       | T(ZnII)O(FeIII)O(FeIII)O4                              | N         |
| Magnésioferrite                                        | MgFe2O4       | T(FeIII)O(FeIII)O(MgII)O4                              | I         |
| Jacobsite                                              | MnFe2O4       | T(FeIII)O(FeIII)O(MnII)O4                              | I         |
| Magnétite                                              | Fe3O4         | T(FeIII)O(FeIII)O(FeII)O4                              | I         |
| Ulvöspinelle                                           | TiFe2O4       | T(FeII)O(FeII)O(TiIV)O4                                | I         |
| Ringwoodite                                            | SiMg2O4       | T(MgII)O(MgII)O(SiIV)O4                                | I         |
| Spinelle                                               | MgAl2O4       | T(AlIII0,875MgII0,125)O(AlIII0,125MgII0,875)O(AlIII)O4 | N         |
| Hausmannite (structure spinelle déformée, tétragonale) | Mn3O4         | T(MnIII)O(MnIII)O(MnII)O4                              | I         |

## Origine
Les spinelles sont des minéraux accessoires dans les roches volcaniques et métamorphiques, et se trouvent aussi dans les sédiments clastiques.
- La magnétite est la plus abondante et forme des gîtes de fer d’importance économique.
- Le spinelle (minéral qui porte le même nom que le groupe) se trouve dans les roches métamorphiques de degré élevé et dans les péridotites du manteau[1].
- La chromite se trouve surtout dans les roches volcaniques ultramafiques et peut former des gîtes d’importance économique.
- La franklinite se trouve presque seulement dans les calcaires de Franklin (NJ, États-Unis), associée avec zincite et willémite (Zn2SiO4).
- La ringwoodite est la phase de haute pression de Mg2SiO4, stable dans la zone de transition du manteau ; à profondeurs plus importantes c’est la structure pérovskite qui devient stable.